# Повітряна завіса

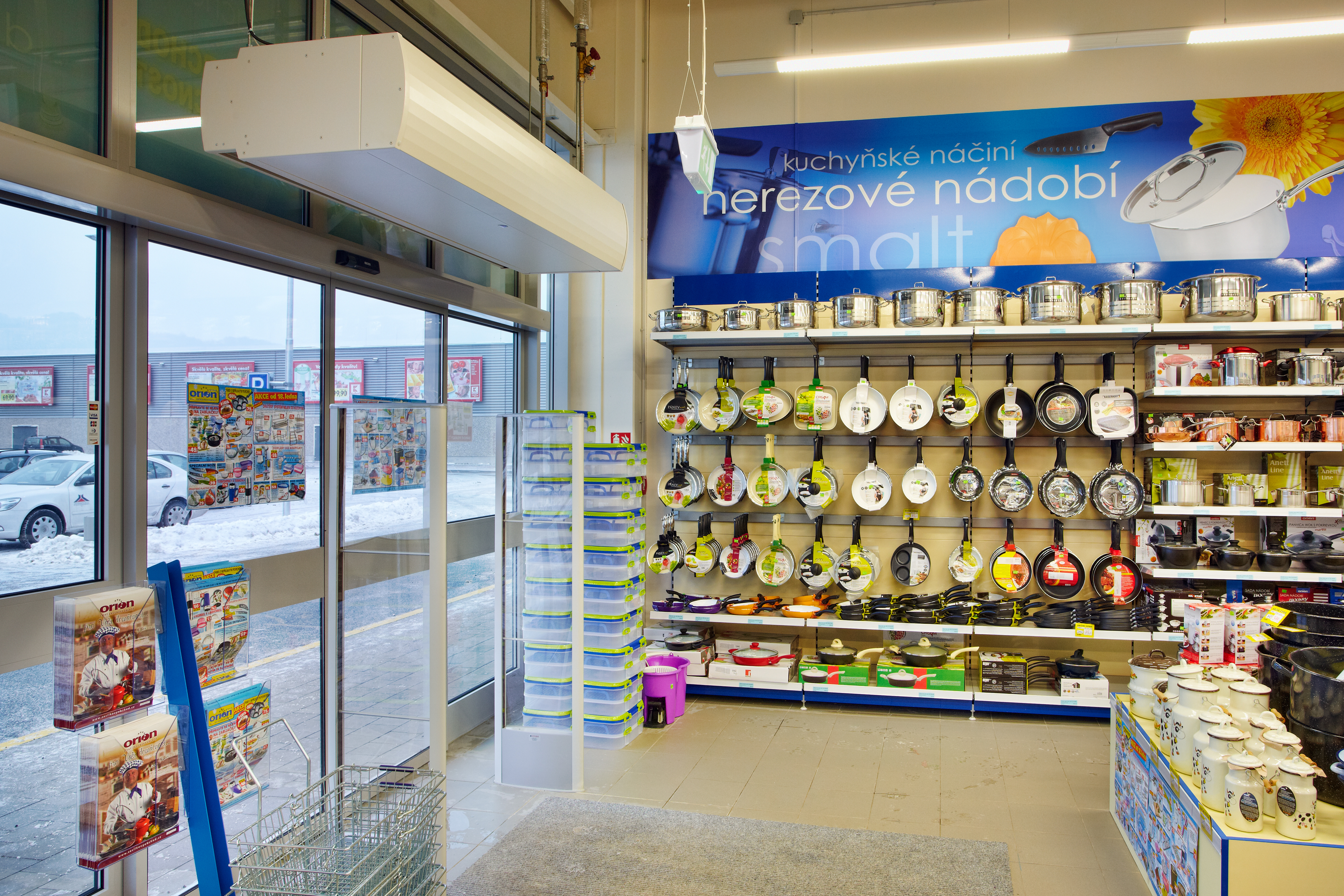
Горизонтальна повітряна завіса

Повітряна завіса (теплова завіса, повітряно-теплова завіса) — пристрій, який створює невидимий бар'єр повітряного потоку, що ефективно розділяє внутрішнє середовище приміщення від зовнішнього. Зовнішнє середовище — це й пориви теплого/холодного повітря, і різні запахи, комахи, пил і т. ін. Повітряні завіси є ідеальним рішенням для підтримки/збереження комфортних умов внутрішнього клімату в громадських будівлях, в торгових і промислових приміщеннях, які тримають свої двері відкритими. Повітряні завіси, їх ще називають «теплові повітряні завіси», покликані вирішити ряд дуже важливих питань, які, на перший погляд, можуть звичайному мешканцеві здатися несуттєвими.

## Опис

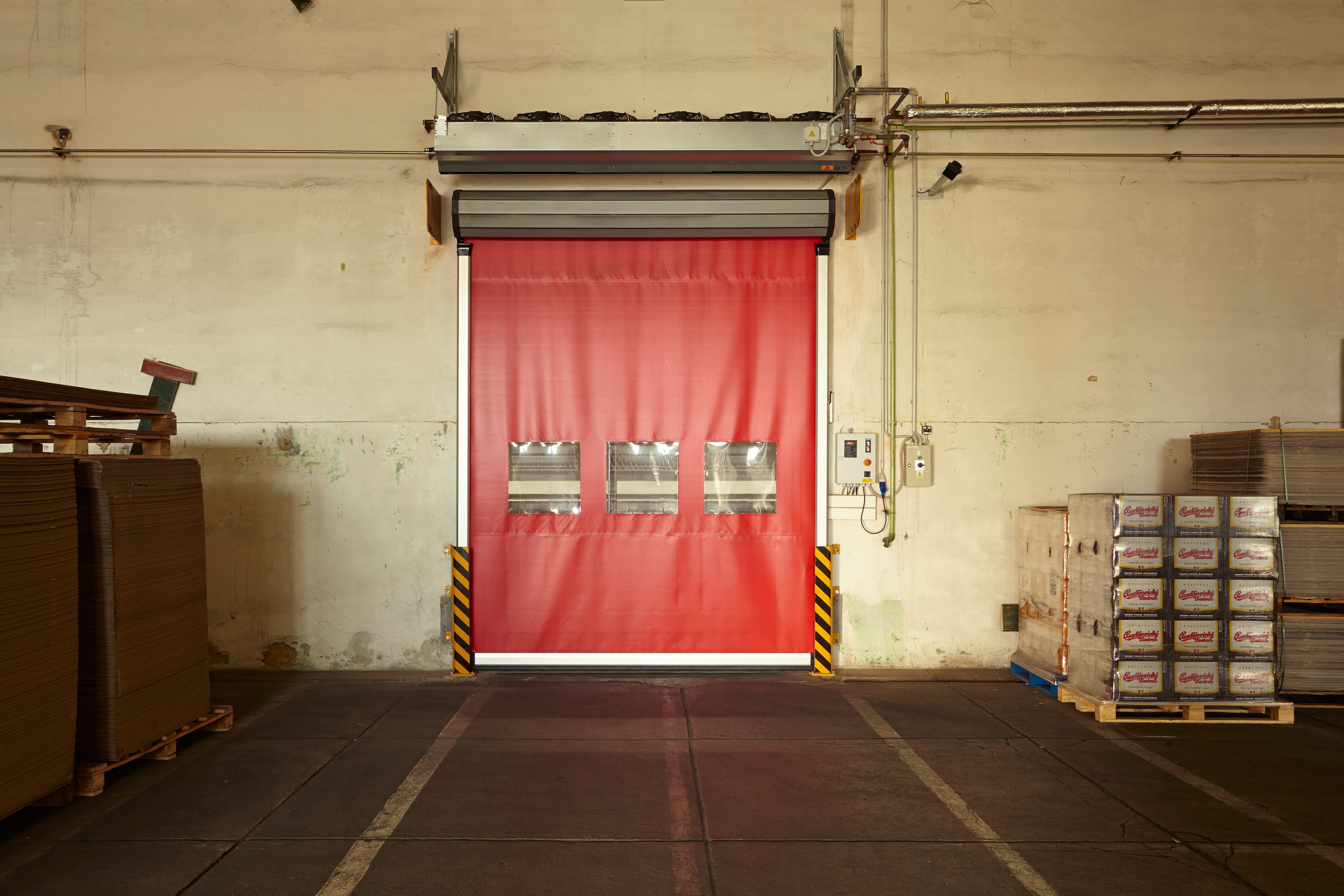
Промислова повітряна завіса

Повітряні завіси створюють невидимий бар'єр повітряного потоку — він покликаний ефективно розділяти внутрішнє середовище приміщення від зовнішнього, за умови правильного підбору. Якщо потік повітря в найнижчій точці буде дорівнювати від 0 м/с до 1,5 м/с, то така установка повітряної завіси не дасть бажаного результату, через те, що сили потоку повітря буде недостатньо для відсікання зовнішнього повітря.
Якщо була правильно підібрана повітряна завіса, то це дозволить тримати двері відкритими, тому, що невидимий бар'єр з повітряного потоку не дозволить проникнути в приміщення поривам вітру, холодному/гарячому повітрю, комахам, пилу, неприємному запаху, диму тощо. Використання повітряних завіс істотно знижує витрати на нагрівання/охолодження повітря в приміщенні (до 80 %), оскільки втрати внутрішнього середовища приміщення мінімальні, що дозволяє не тільки зменшити витрати, а також збільшити комфорт клієнтів і службовців у приміщенні.

## Класифікація завіс

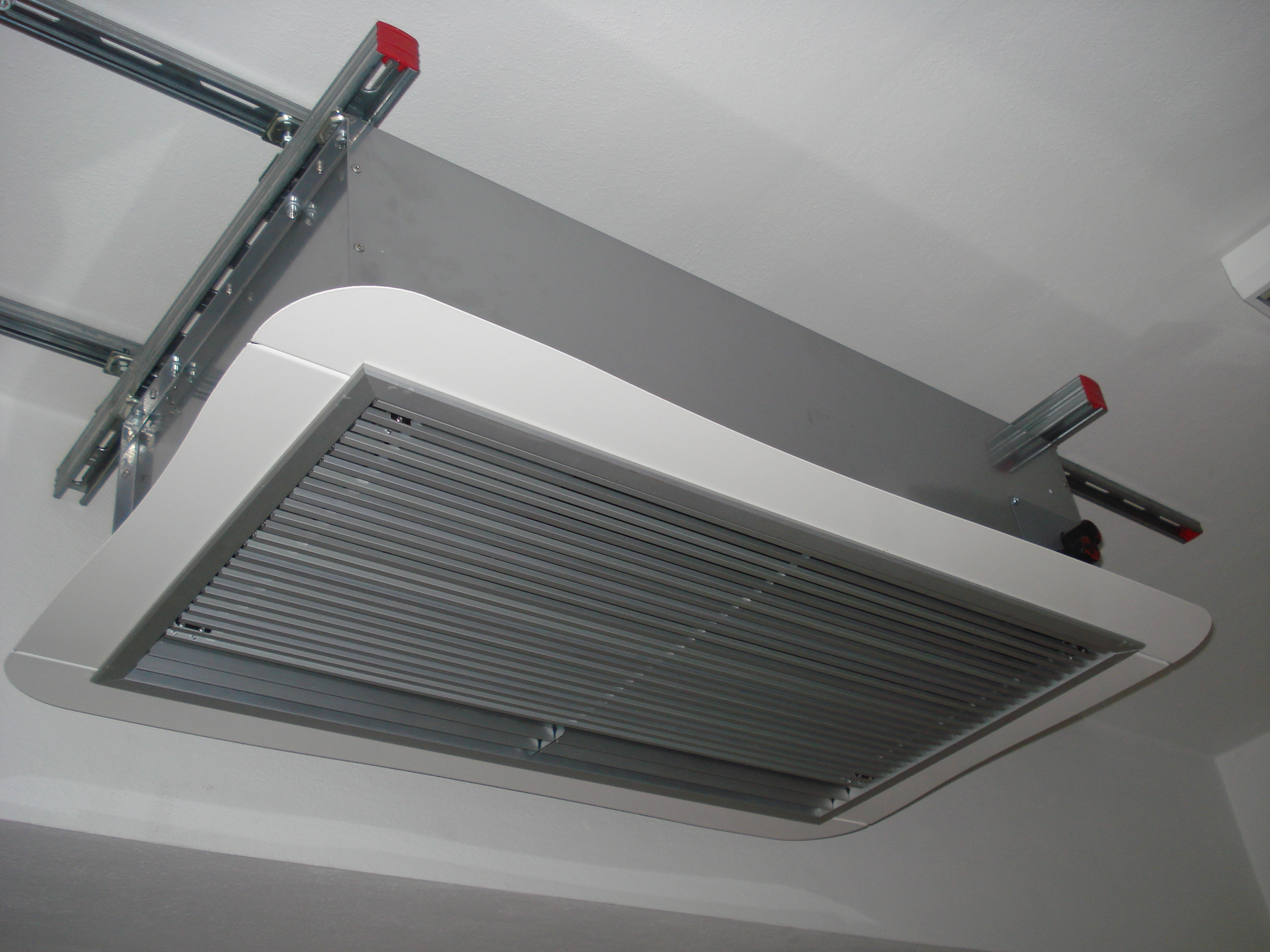
Повітряна завіса прихованого монтажу

Завіси можуть бути з електричним, водяним, паровим, газовим нагріванням, а також без нагріву.
З монтажу:
- завіси вертикального монтажу;
- завіси горизонтального монтажу;
- завіси прихованого монтажу (вбудовуються в/за фальш-стелю, дверний проріз).

За типом нагріву:
- завіси з нагрівом (завіси з нагрівом заведено називати повітряно-тепловими або ж тепловими завісами, тому, що екранування дверного отвору здійснюється підігрітим повітрям);
- завіси без нагріву (завіси без нагріву заведено називати повітряними завісами, оскільки екранування прорізу здійснюється потоком повітря з температурою приміщення («холодним потоком»)).

## Конструкція
У конструкцію теплової завіси входять:
- електронагрівач або водяний нагрівач, а також великі промислові теплові завіси можуть комплектуватися паровим або газовим нагрівачем (у разі якщо завіса з нагрівачем, в завісі без нагріву відсутній якого роду нагрівач);
- вентилятори (вісьовий/відцентровий/тангенціальний);
- повітряний фільтр (для моделей з водяним нагрівом).

## Особливості підбору (вибору) і експлуатації

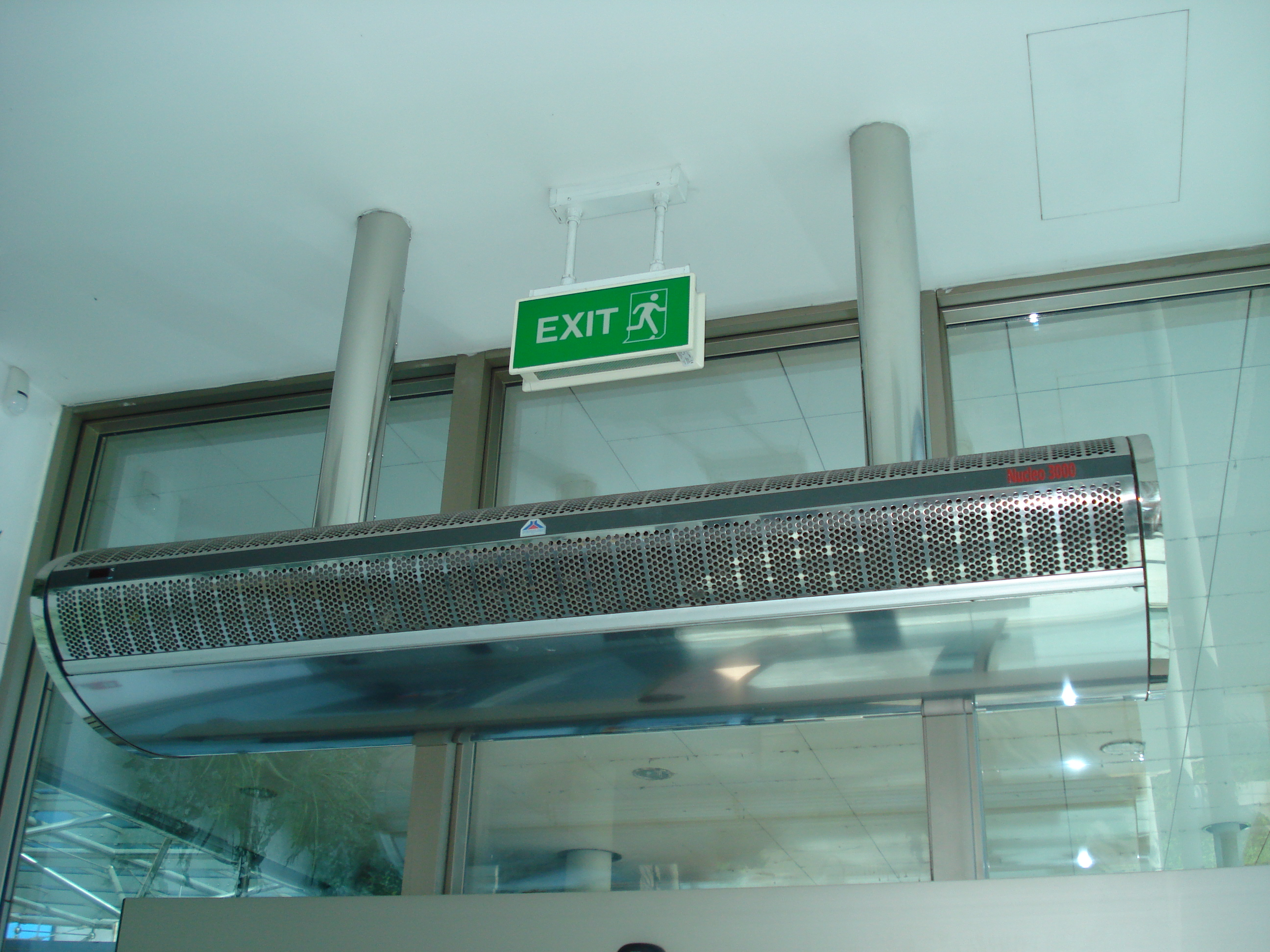
Дизайнерська повітряна завіса

Дуже важливо правильно вибрати тип (потужності) повітряної завіси. Необхідно враховувати різні фактори:
- архітектурні особливості будівлі;

- збалансованість вентиляції;

- розташування дверних отворів;

- і т. ін.

Залежно від цих чинників, для отворів однакової висоти можуть знадобитися завіси різної потужності.
Завіси встановлюються тільки з теплої сторони (ідеться про приміщення, в якому підтримується температура вище 1 градуса Цельсія). У разі, якщо завіса поділяє два суміжних приміщення, сторона установки може варіюватися залежно від типу приміщення і застосування. Для забезпечення максимальної ефективності повітряної завіси, її необхідно монтувати якомога ближче до площини дверного отвору. Також дуже важливо, щоб завіса перекривала дверний отвір повністю. Необхідно збалансувати вентиляцію або постаратися звести дисбаланс до мінімуму.

## Двопоточні повітряні завіси

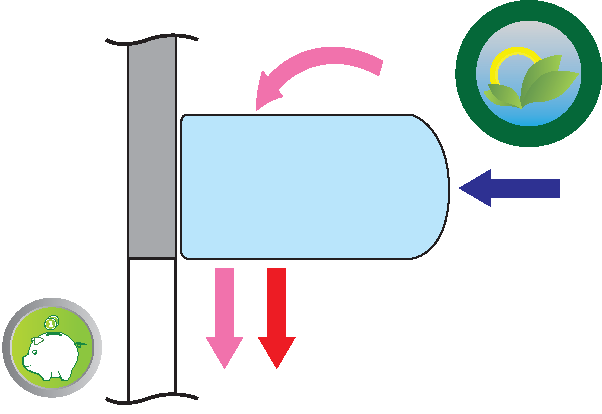
Принцип роботи повітряної завіси

Під двома потоками йдеться про використання нагрітого повітря для екранування з боку приміщення і повітря кімнатної температури для екранування ближче до дверного отвору. В результаті чого йде попереднє екранування і часткове змішування холодного зовнішнього повітря (у зимовий період) з повітрям кімнатної температури, а далі частина повітря, яка все-таки проникла після 1-го потоку, екранується нагрітим повітрям, унаслідок чого досягається ефективніше екранування при менших витратах теплоти на нагрів повітря, що поступає. При цьому приблизно 50 % загальної витрати повітряної завіси йде на 1-й потік і стільки ж на 2-й. У таких завісах зазвичай використовуються 2 вентилятори, що своєю чергою призводить до збільшення електричної потужності (а внаслідок і до подорожчання), але до зменшення споживаної теплової потужності. Цей ефект 2-х потік дозволяє досягти економії 1/3 теплоти нагрівання в порівнянні зі стандартною лінійкою завіс.

## Безкорпусні завіси

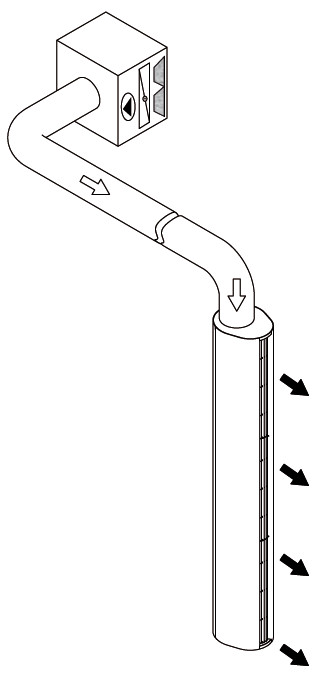
Принципова схема безкорпусної завіси

Під безкорпусними завісами йдеться про використання роздільних елементів, а саме: окремо корпусу роздачі повітря та окремо напірного вентиляційного блоку з нагрівачем. Така схема часто застосовується для запилених, забруднених приміщень (лакофарбові цехи й т. ін.), в приміщеннях з підвищеним класом захисту до обладнання, для приміщень з підвищеним вимогами до пожежної або ж вибухобезпеки, а також де з технічних причин немає можливості розмістити повноцінну повітряну завісу безпосередньо в приміщенні тощо.
Під окремим корпусом йдеться про сам каркас повітряної завіси (без нагрівача і вентилятора). Що ж до напірного вентиляційного блоку, то він своєю чергою складається з:
- Вентилятор (зазвичай відцентровий);
- Нагрівач (ТЕНи, водяний або ж паровий);
- Фільтр для блоку з водяним нагрівачем.

Корпус завіси та вентиляційний блок з'єднуються між собою повітроводом, тому для такого застосування найчастіше розглядається саме відцентровий вентилятор, бо він може забезпечити необхідний натиск і витрата повітря.

## Повітряні завіси з дисплеєм

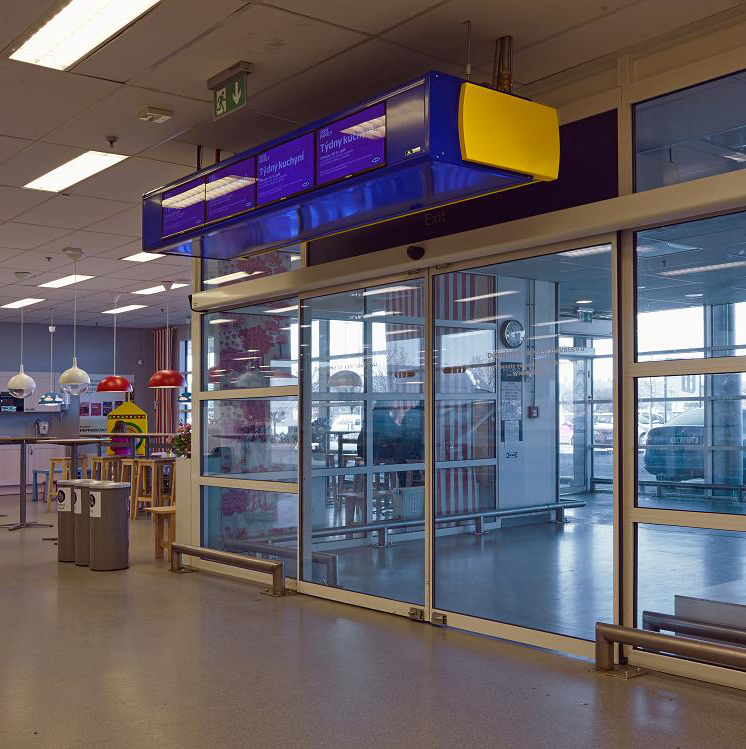
Повітряна завіса з TFT дисплеями

Під повітряними завісами з дисплеєм ідеться про використання повітряних завіс у 2-х цілях, а саме енергоощадження та маркетинг (або ж в інформаційних цілях). Під маркетингом розуміється прокрутка рекламних роликів на дисплеях (монітор). Повітряні завіси з моніторами на передній панелі дозволяють привертати увагу людей, що своєю чергою збільшує попит на рекламовану продукцію. При використанні в громадських місцях, може використовуватися в інформаційних цілях. Такого роду повітряні завіси є інноваційними на ринку і вперше були створені 2012 року. При цьому дуже важливо, щоб виробник скомбінував високоефективне обладнання для екранування дверного отвору з дисплеєм, до того ж не забувши про дизайн та енергоощадження.